# US Open 2020 - Quad singolare
Andrew Lapthorne era il campione in carica, ma è stato eliminato durante la fase a gruppi.
In finale Sam Schröder ha battuto Dylan Alcott con il punteggio di 7–6(5), 0–6, 6–4.

## Tabellone

### Legenda
| - Q = Qualificato - WC = Wild card - LL = Lucky loser | - ALT = Alternate - SE = Special Exempt - PR = Protected Ranking | - w/o = Walkover - r = Ritirato - d = Squalificato |

### Finale
|  | Finale |              |    |   |   |  |
|  |        |              |    |   |   |  |
|  | 1      | Dylan Alcott | 65 | 6 | 4 |  |
|  | WC     | Sam Schröder | 7  | 0 | 6 |  |

### Round Robin
|    |                | Alcott           | Lapthorne     | Wagner           | Schröder | RR V–S | Set V–S   | Game V–S    | Posizione |
| 1  | Dylan Alcott   |                  | 6–1, 7–6(4)   | 6-1, 6(8)–7, 6-0 | 6–2, 6–4 | 3-0    | 6-1 (86%) | 43–21 (67%) | 1         |
| 2  | Andy Lapthorne | 1–6, 6(4)–7      |               | 6-2, 2–6, 6-4    | 2-6, 1-6 | 1–2    | 2–5 (29%) | 24–37 (39%) | 3         |
|    | David Wagner   | 1-6, 7–6(8), 0-6 | 2-6, 6–2, 4-6 |                  | 5-7, 4-6 | 0-3    | 2-6 (25%) | 29–45 (39%) | 4         |
| WC | Sam Schröder   | 2–6, 4–6         | 6-2, 6-1      | 7–5, 6-4         |          | 2-1    | 4-2 (67%) | 31-24 (56%) | 2         |

La classifica viene stilata in base ai seguenti criteri: 1) Numero di vittorie; 2) Numero di partite giocate; 3) Scontri diretti (in caso di due giocatori pari merito ); 4) Percentuale di set vinti o di games vinti (in caso di tre giocatori pari merito ); 5) Decisione della commissione.